# Johann Baptist Stein
Johann Baptist Stein (* 1810 in Görz; † 17. Mai 1873 in Triest) war ein österreichischer Richter und Politiker.

## Leben
Stein war katholischer Konfession und studierte Rechtswissenschaften an der Universität Wien. Er arbeitete von 1836 bis 1850 als Bezirkskommissär und Richter in San Daniele, von 1850 bis 1853 als Assessor in Görz und von 1853 bis 1858 als Prätor in Cividale. Zwischen 1858 und 1859 war er Hilfsreferent beim Provinzialgericht in Udine, von 1859 bis 1861 Ratssekretär beim Oberlandesgericht, von 1861 bis 1869 Rat beim Handels- und Seegericht und zuletzt von 1869 bis 1873 Oberlandesgerichtsrat in Triest.
Vom 20. Mai 1848 bis zum 17. April 1849 vertrat er den Wahlkreis 3. Küstenland (Görz) in der Frankfurter Nationalversammlung. Im Parlament blieb er fraktionslos und stimmte mit der Rechten. Er gehörte zu den Abgeordneten, die gegen die Wahl Friedrich Wilhelms IV. zum Kaiser der Deutschen stimmten.